# Ripp rapp
Ripp rapp är Ulf Lundells femte album, släppt 4 september 1979. Jämfört med Nådens år, som gavs ut 1978, är Ripp rapp en rak rockproduktion. Det var från början tänkt att albumet skulle bli Ulf Lundells första dubbelalbum. Ripp rapp hör till Ulf Lundells mest sålda skivor och har sålt platina. Den innehåller kända låtar som "(Oh la la) Jag vill ha dej", "Rom i regnet", "Hav utan hamnar", "Ute på tippen" och "Den unge barbaren".
För albumet fick han även Rockbjörnen i kategorin "Årets svenska skiva".
Albumet släpptes på CD 1992 och i en remastrad utgåva 1998. Den innehöll då sju nya spår och ett texthäfte med historier om skivan och låtarna.
Ripp rapp var den första av många Lundellskivor som producerades av trion Kjell Andersson, Lasse Lindbom och Ulf Lundell, efter att Lindbom gjort entré på den här skivan.
Albumet är en av titlarna i boken Tusen svenska klassiker (2009).

## Låtlista
1. "På fri fot" - 4:44
2. "Håll mej!...Åh, ingenting" - 4:58
3. "Rom i regnet" - 4:05
4. "Du tog mej" - 4:34
5. "Hav utan hamnar" - 6:19
6. "(Oh la la) Jag vill ha dej" - 4:36
7. "Taxi" - 8:46
8. "Den unge barbaren" - 3:49
9. "Ute på tippen" - 5:11
10. "Stjärnorna" - 5:08

### Bonusspår på remastrad utgåva 1998
1. "Barn" - 2:56
2. "Rosedale Boogie" - 4:03
3. "Du tog mej 2" - 3:21
4. "Växelvis går kärleken" -  3:04
5. "Död" - 3:57
6. "Kärleken bränner" - 2:58
7. "Johnny, Linnéa & Bart" - 4:50

## Medverkande
- Ulf Lundell - Sång, tolvsträngad gitarr, sexsträngad gitarr, piano, munspel
- Lasse Lindbom - Bas, akustisk gitarr, slagverk, sång, elektrisk tolvsträngad gitarr
- Janne Andersson - Flying Fender-, Jaguar-, Telecaster gitarr, kör
- Ingmar "Sture" Dunker - Trummor
- Rolf Färdigh - Fender Stratocaster gitarr
- Hasse Breitholtz - Steinway flygel, kör
- Peter Lindroth - Elektriskt piano
- Kjell Öhman - Orgel, Polymoog synthesizer, dragspel
- Stefan Nilsson - Moog synthesizer
- Rutger Gunnarsson - Bas
- Carlo Mognaschi - Mandolin
- Eva Dahlgren - Sång, kör
- Totte Bergström - Akustisk gitarr

## Listplaceringar
| Lista (1979-1980) | Topplacering |
| ----------------- | ------------ |
| Sverige           | 3            |

### Fotnoter
1. ↑  ”Aftonbladet”. 25 februari 2000. http://wwwc.aftonbladet.se/noje/special/rockbjorn00/gamla.html. Läst 1 maj 2011.
2. ↑  Gradvall et al 2009, nr. 547
3. ↑  Listplacering